# Brissac-Quincé
Brissac-Quincé era una comuna francesa situada en el departamento de Maine y Loira, de la región de Países del Loira, que el 15 de diciembre de 2016 pasó a ser una comuna delegada de la comuna nueva de Brissac-Loire-Aubance al fusionarse con las comunas de Charcé-Saint-Ellier-sur-Aubance, Chemellier, Coutures, Les Alleuds, Luigné, Saint-Rémy-la-Varenne, Saint-Saturnin-sur-Loire, Saulgé-l'Hôpital y Vauchrétien.

## Demografía
| Gráfica de evolución demográfica de Brissac-Quincé entre 1800 y 2014 |
|                                                                      |

Los datos demográficos contemplados en este gráfico de la comuna de Brissac-Quincé se han cogido de 1800 a 1999 de la página francesa EHESS/Cassini, y los demás datos de la página del INSEE.